# Skeletons from the Closet: The Best of Grateful Dead
Skeletons from the Closet: The Best of Grateful Dead je první kompilační album skupiny Grateful Dead. Album poprvé vyšlo v roce 1974 u Warner Bros. Records. V roce 2004 vyšla reedice u Rhino Records. Reedice se od původní verze liší pouze ve skladbě „Turn on Your Love Light“, která je na původní verzi dlouhá 6:30 a na reedici 15:08.

## Seznam skladeb
| Pořadí         | Název                                   | Autor                                    | Původní album                 | Délka |
| -------------- | --------------------------------------- | ---------------------------------------- | ----------------------------- | ----- |
| 1.             | The Golden Road (To Unlimited Devotion) | Garcia, Lesh, Weir, Kreutzmann, McKernan | The Grateful Dead             | 2:07  |
| 2.             | Truckin'                                | Garcia, Hunter, Lesh, Weir               | American Beauty               | 5:09  |
| 3.             | Rosemary                                | Garcia, Hunter                           | Aoxomoxoa                     | 1:58  |
| 4.             | Sugar Magnolia                          | Hunter, Weir                             | American Beauty               | 3:15  |
| 5.             | St. Stephen                             | Garcia, Hunter, Lesh                     | Aoxomoxoa                     | 4:26  |
| 6.             | Uncle John's Band                       | Garcia, Hunter                           | Workingman's Dead             | 4:42  |
| 7.             | Casey Jones                             | Garcia, Hunter                           | Workingman's Dead             | 4:24  |
| 8.             | Mexicali Blues                          | Barlow, Weir                             | Ace (sólové album Boba Weira) | 3:24  |
| 9.             | Turn on Your Love Light                 | Malone, Scott                            | Live/Dead                     | 6:30  |
| 10.            | One More Saturday Night                 | Weir                                     | Europe '72                    | 4:45  |
| 11.            | Friend of the Devil                     | Dawson, Garcia, Hunter                   | American Beauty               | 3:20  |
| Celková délka: | Celková délka:                          | Celková délka:                           | Celková délka:                | 44:53 |

## Sestava

### Grateful Dead
- Jerry Garcia - kytara, zpěv
- Bob Weir - kytara, zpěv
- Ron „Pigpen“ McKernan - varhany, harmonika, zpěv
- Phil Lesh - baskytara
- Bill Kreutzmann - bicí
- Mickey Hart - bicí
- Keith Godchaux - klávesy, zpěv
- Donna Jean Godchaux - zpěv
- Tom Constanten - klávesy

### Hosté
- Dave Torbert - baskytara